# Tōi Kagami
Tōi Kagami (japanisch 加々美 登生 Kagami Tōi; * 15. Februar 1999 in der Präfektur Yamanashi) ist ein japanischer Fußballspieler.

## Karriere
Tōi Kagami erlernte das Fußballspielen in der Jugendmannschaft von Ventforet Kofu und in der Universitätsmannschaft der Toin University of Yokohama. Seinen ersten Profivertrag unterschrieb er am 1. Februar 2021 bei Iwate Grulla Morioka. Der Verein aus Morioka, einer Stadt in der Präfektur Iwate, spielte in der dritten japanischen Liga, der J3 League. Sein Drittligadebüt gab Tōi Kagami am 21. März 2021 (2. Spieltag) im Auswärtsspiel gegen Gainare Tottori. Hier wurde er in der 72. Minute für Megumu Nishida eingewechselt. Ende der Saison 2021 feierte er mit Iwate die Vizemeisterschaft und den Aufstieg in die zweite Liga. Am Ende der Saison 2022 belegte er mit Iwate Grulla Morioka den letzten Tabellenplatz und musste in die dritte Liga absteigen.

## Erfolge
Iwate Grulla Morioka
- J3 League: 2021 (Vizemeister)  ▲